# リック・ゴメス
リック・ゴメス（Rick Gomez, 1972年6月1日 - ）は、アメリカ合衆国出身の俳優である。

## 出演作品

### テレビ
- ミリオネア・ツアー（サミー）
- HAWAII FIVE-0 シーズン2 #11(ヴァルガス)
- バーン・ノーティス　元スパイの逆襲
- JUSTIFIED 俺の正義
- 恋するブライアン（デイヴ・グレコ）
- バンド・オブ・ブラザース
- ロー&オーダー
- サイロ

### OVA
- ファイナルファンタジーVII アドベントチルドレン（ザックス・フェア）

### ゲーム
- クライシス コア ファイナルファンタジーVII（ザックス・フェア）
- キングダム ハーツ バース バイ スリープ（ザックス）

### 映画
- アパリション　-悪霊-
- ウォーキング・オン・ザ・ムーン 3D
- 殺人課刑事（ロドリゲス）
- シン・シティ
- 11:14（ケビン）